# Tunnel Folgefonn
Il tunnel Folgefonn (Folgefonntunnelen in norvegese) è una galleria stradale della lunghezza di 11 150 m. È la terza galleria stradale per lunghezza in Norvegia. Attraversa le montagne sotto il ghiacciaio Folgefonna e collega il villaggio di Eitrheim (alla testa del fiordo di Sørfjorden, comune di Odda), con Mauranger (alla testa del fiordo di Maurangsfjord, comune di Kvinnherad). La strada statale norvegese (riksvei) 551 transita attraverso questo traforo.
La galleria è stata aperta al traffico il 15 giugno 2001. Per percorrere un tragitto che prima richiedeva 4 ore, sono ora sufficienti 10 minuti.